# Горбань, Николай Васильевич
Никола́й Васи́льевич Горба́нь (укр. Микола Васильович Го́рбань; 22 декабря 1899 года, с. Николаевка, Полтавская губерния — 19 апреля 1973 года, Ташкент) — советский историк, архивист, украинский писатель
.

## Биография
Родился 8 (22) декабря 1899 г. в с. Николаевка Константиноградского уезда Полтавской губернии. Умер 19 апреля 1973 г. в Ташкенте. Сын земских учителей. 
В 1917 г. окончил с золотой медалью Кобелякскую гимназию. В 1921 г. окончил историко-филологический факультет Харьковского университета. 
Ученик академика Д. Н. Багалея. Аспирант (1921—1922), научный сотрудник кафедры истории украинской культуры Харьковского института народного образования, преобразованного затем в университет, с 1929 г. — доцент этой кафедры, руководитель секции докапиталистической истории Украины в НИИ истории украинской культуры. В 1929 г. избран учёным секретарём и действительным членом Археографической комиссии центрального архивного управления УССР. В НИИ Востоковедения занимался в комиссии по изучению украинско-турецких отношений.
Одновременно заведовал отделом газеты ЦККП(б)У «Селянская правда» (1921—1925), был редактором в радиотелеграфном агентстве (1926—1927). К этому времени владел языками: французским, немецким, греческим, латинским, турецким. 
В своё время был членом Украинской партии социалистов-революционеров (УПСР), где занимался проблемами просвещения.
6 апреля 1931 года был арестован по ложному обвинению (дело «Украинского Национального Центра» — УНЦ известное ещё как «Дело Грушевского»). После десяти месяцев тюремного заключения на Украине был обвинен по ст. 54-10 и 54-11 УК УССР и осужден по ст. 58/11 УК РСФСР (Постановление Коллегии ОГПУ СССР от 7 февраля 1932 года) и сослан в Алма-Ату на три года (1932—1934), затем на три года в Тобольск (1934—1937). Реабилитирован. Всего до ареста опубликовал (отдельными изданиями и статей) более ста работ.
После переезда в Омск — учитель литературы, немецкого языка в средних школах, латыни — в медучилищах и мединституте, сотрудник Омского госархива (1937—1939), преподаватель (1945—1948), затем доцент кафедры истории СССР Омского пединститута (1948—1950). В 1946 г. защитил в ЛГУ кандидатскую диссертацию «Движение крестьян духовных вотчин Тобольской епархии в XVIII в.». В 1950 г. был награждён медалью «За доблестный труд в Великой Отечественной войне», подготовил докторскую диссертацию «Крестьянская война 1773—1775 гг. в Западной Сибири», но в этом же году вновь подвергнут репрессиям и уволен из пединститута.
Неоднократно был безработным. С сентября 1953 г. вёл латынь в Омском железнодорожном медицинском училище, а затем до февраля 1960 г. в мединституте, в ветеринарном институте. Одновременно сотрудничал в архивном управлении, и это был главный вид его деятельности. Не имея возможности печатать большие работы, стремился пустить в научный оборот большое количество выявленных архивных материалов. В огромном массиве газетных публикаций (более трёхсот) можно выделить несколько ведущих проблем: гражданская война в Сибири, история культуры, история народов Сибири и история церкви. Многие из этих статей в районных и областных газетах перепечатывали «Правда» и «Известия».
Чисто омской темой научного творчества была серия брошюр о выборной системе в Омске до революции. Используя в качестве повода первые послевоенные выборы в Верховный Совет СССР, учёный ввёл в брошюры фактический материал, они заселены как деятелями демократического лагеря, так и представителями буржуазии, в них опубликованы (в сокращении) предвыборные прокламации Омска.
Н. В. Горбань составил и издал путеводители по архивам Алма-Аты, Тобольска, Омска, справочники и обзоры фондов Омского архива. С 1957 г. — член Омского отделения Географического общества СССР. Так, в неопубликованной работе «Крестьянская война 1773—1775 гг. в Западной Сибири» использованы материалы архивов Москвы, Ленинграда, Омска, Тобольска, Тюмени, Томска. В любых жизненных ситуациях не прекращал научной деятельности, которая оставалась смыслом и содержанием жизни.
В «Истории украинской литературы» (Киев, «Наукова думка», 1965. — С. 15) Микола Горбань назван одним из основоположников исторического жанра в украинской советской литературе. О его исторических повестях и других работах сообщает и «Украинская литературная энциклопедия» (Киев, 1988. Т. 1. — С. 460), называя повести «Козак и воевода» (Рух, 1929), «Слово и дело государево» (Рух, 1930), «Глуховские выступления 1750 года» (1929), «Отзвуки декабристского движения на Слобожанщине» (1930).
С 1960 г. — доцент кафедры иностранных языков Ташкентского мединститута, с 1966 г. — завкафедрой иностранных языков Ташкентского университета. В эти годы написал ряд статей: «Из истории преподавания латинского языка в Ташкентской гимназии», «Ташкентская легенда о Пугачёве». Овладел узбекским языком.
С 1999 г. в Омском гос. архиве проводятся научные чтения памяти Н. В. Горбаня, в Омском гос. университете учреждена стипендия его имени. Архивное управление Администрации Омской области учредило премию имени Н. В. Горбаня, присуждаемую за историко—архивные изыскания. Среди лауреатов премии — профессор Л. П. Рощевская (премия 2002 г.).
Сын Н. В. Горбаня, Александр Николаевич Горбань— известный учёный, внучка, Анна Александровна Горбань — яркая художница.
Политические преследования коснулись и сына Горбаня: «украинский историк и писатель Николай Васильевич (Микола) Горбань, проведший много лет в ссылках, сидевший в тюрьмах, рассказывал как-то, что в тобольской ссылке вместе с ним ходил отмечаться один анархист — с дочкой — и подшучивал: „Микола, я помру — за меня дочка отмечаться будет, а ты помрёшь — кто за тебя пойдёт отмечаться?“». Эти слова оказались пророческими. Сын Н. В. Горбаня в 1968 году организовал студенческое выступление против политических процессов. В его судьбу лично вмешивались всесильные Ю. В. Андропов и М. А. Суслов. Несмотря на это, А. Н. Горбань смог, в конце концов, получить образование и стать известным математиком.

## Избранные труды
Николай Васильевич Горбань автор нескольких десятков книг и брошюр (более 20), нескольких сот
статей. Некоторые статьи и даже книги выходили без указания автора или под инициалами Н. Г. или М. Г.

### Харьковский период
- Гайдамаччина. Бібліотека селянина. Харків, 1923;
- Новій список літопису «Краткое описание Малороссии». Нариси з украінськоі історографіі. Харкив, Рух. 1923;
- Невідома записка початку XIX віку «Об ищущих козачества». Науковій збирник харьківськой науководосличоі кафедри історіі Украіні. Харків, 1924;
- Козак і воівода. Історична повість. Рух, 1929 (С иллюстрациями Н. С. Самокиша);
- Марко Вовчок. «Маруся». Історична повість. Передне слово М. Горбаня. Рух, 1929;
- М. Ординцев. «Запорожці в Сарагоссі». Історична повість. Послямово і примітки Миколі Горбаня. Рух, 1929;
- Слово і діло государеве. Бібліотека історичних повістей і романів. Рух, 1930 (С иллюстрациями Н. С. Самокиша);
- Лист Петра Мироновича до батька Мазениця (оттиск);

### Казахстанский период
- Алма-Ата — столица Казахстана. Алма-Ата, 1932;
- Барометр показывает бурю (исторический очерк Караганды). Алма-Ата, 1933;
- Дavib sogganda (на казахском языке). Алма-Ата, 1933;
- В недрах Казахстана. Горные месторождения Семиречья. Алма-Ата, 1933;
- Архивные богатства Казахстана (путеводитель по архивным хранилищам Казахстана). Алма-Ата, 1933;
- Новые материалы к биографии М. В. Фрунзе. Алма-Ата, 1933;

### Тобольский период
- Материалы Тобархива о Ф. М. Достоевском и петрашевцах // Советский Север. 1934. 15 дек., Правда. 1935. 13 янв.;
- Тобольский архив// Архивное дело. 1935. № 3;
- Письма участников процесса 193-х// Омская правда. 1935. 14 марта, Известия. 1935. 15 марта;
- Материалы по истории рабочей прессы Омской области// Омская правда. 1935. 31 янв., Известия. 1935. 8 февр.;
- Тарское восстание// Сибирские огни. 1936. № 4;
- Из истории манси (о Новицком)// Сибирские огни. 1936. № 4;
- Заметка о ленте «Жертве капитала»// Сибирские огни. 1936. № 3; .
- Поэма «Борьба узников»// Сибирские огни. 1936. № 1;
- Заметки о «подвигах» миссионера Кайданова // Сибирские огни. 1936. № 1;
- Тобольский архив. Тобольск, 1937;

### Омский период
- Омские областные архивы. Омск, 1939;
- Из истории ненецкого народа 30—40 гг. XIX в. // Красный архив. 1939. № 1;
- Ложный донос// Омская область. 1939. № 11—12;
- Ваули Пиеттомин. Омск, 1940;
- Для обмана азиатцев// Омская область. 1940. № 10;
- Как омичи выбирали в Государственную Думу. Омск, 1947;
- Выборы при царизме в сибирской деревне. Омск, 1947;
- Омск в дни Октября и установления Советской власти. Сб. документальных материалов. Омск, 1947;
- Движение крестьян духовных вотчин Тобольской епархии XVIII в. // Учёные записки Омского пединститута. Омск, 1949. Вып. 4. С. 75—195;
- Путеводитель по государственному архиву Омской области. Омск, 1950;
- Государственный архив Омской области // Вопросы истории. 1950. № 9;
- Крестьянство Западной Сибири в крестьянской войне 1773—75 гг. // Вопросы истории. 1952. № 11;
- Из истории крепостей на юге Западной Сибири. Новоишимская линия крепостей // Вопросы истории. 1953. № 1;
- Выборы в Омскую городскую думу. Омск, 1954;
- Харківський «Пасквіль» 1800 року, «Прапор» 1957 г. № 12. С. 119—123; Перепечатка: Харьковский Исторический Альманах № 3, Изд. «Харьковский частный музей городской усадьбы».
- Установление Советской власти в Омске (обзор документальных материалов госархива Омской области). Омск, 1957;
- Выборы в старом Омске. Омск, 1958;
- Библиографический справочник работ, напечатанных по материалам госархива Омской области. Омск, 1958;
- Обзор фонда Сибирского генерал-губернатора. Омск, 1959.